# آم جمر لامی
آم جمر لامی (به انگلیسی: Um Jammer Lammy) یک بازی ویدئویی ریتم توسعه‌یافته توسط نانا آن-شا و منتشر شده توسط سونی کامپیوتر انترتینمنت برای پلی‌استیشن می‌باشد. این بازی دنباله و اسپین‌آفی از پاراپا رپر (۱۹۹۶) می‌باشد که باری دیگر در آن تهیه‌کنندهٔ موسیقی و طراح بازی ماسایا ماتسورا و هنرمند رادنی آلن گرین‌بلت در آن باهم همکاری نموده‌اند. نسخهٔ آرکید بازی که با همکاری نامکو توسعه‌یافت تحت نام آم جمر لامی ناو! (به انگلیسی: Um Jammer Lammy Now!) در دسامبر سال ۱۹۹۹ برای کابینت‌های آرکید ژاپنی منتشر گردید. این بازی به‌طور کلی از سوی منتقدان انتقادات مثبت دریافت نموده‌است.